# ألفارو ماغانيا
ألفارو ماغانيا (بالإسبانية: Álvaro Magaña)‏ (و. 1925 – 2001 م) هو سياسي، وعالم اقتصاد من السلفادور .

## التعليم
تعلم في جامعة شيكاغو.

## روابط خارجية
- ألفارو ماغانيا على موقع مونزينجر (الألمانية)